# Challenger de Qarshi 2015
El torneo Karshi Challenger 2015 es un torneo profesional de tenis. Pertenece al ATP Challenger Series 2015. Se disputará su 9.ª edición sobre superficie dura, en Qarshi, Uzbekistán entre el 4  al el 10 de mayo de 2015.

## Jugadores participantes del cuadro de individuales
| Favorito | País                    | Jugador                  | Rank1 | Posición en el torneo |
| -------- | ----------------------- | ------------------------ | ----- | --------------------- |
| 1        | Bandera de Rusia        | Teimuraz Gabashvili      | 100   | CAMPEÓN               |
| 2        | Bandera de Uzbekistán   | Farrukh Dustov           | 108   | Primera ronda         |
| 3        | Bandera de España       | Adrián Menéndez-Maceiras | 118   | Cuartos de final      |
| 4        | Bandera de Rusia        | Aslan Karatsev           | 166   | Semifinales           |
| 5        | Bandera de Rusia        | Yevgueni Donskoi         | 196   | FINAL                 |
| 6        | Bandera de China Taipéi | Chen Ti                  | 203   | Primera ronda         |
| 7        | Bandera del Reino Unido | Brydan Klein             | 205   | Primera ronda         |
| 8        | Bandera de la India     | Yuki Bhambri             | 216   | Cuartos de final      |

- 1 Se ha tomado en cuenta el ranking del 27 de abril de 2015.

### Otros participantes
Los siguientes jugadores recibieron una invitación (wild card), por lo tanto ingresan directamente al cuadro principal (WC):
- Sagadat Ayap
- Sanjar Fayziev
- Temur Ismailov
- Djurabeck Karimov

Los siguientes jugadores ingresan al cuadro principal tras disputar el cuadro clasificatorio (Q):
- Yaraslav Shyla
- Sergey Betov
- Denis Matsukevich
- Riccardo Ghedin

## Campeones

### Individual Masculino
- Teimuraz Gabashvili derrotó en la final a  Yevgueni Donskoi, 5–2 retiro

### Dobles Masculino
- Yuki Bhambri /  Adrián Menéndez-Maceiras derrotaron en la final a  Sergey Betov /  Mikhail Elgin, 5–7, 6–3, [10–8]